# امیل صفروف
امیل صفروف (ترکی آذربایجانی: Emil Səfərov؛ زادهٔ ۳۰ اکتبر ۲۰۰۲) بازیکن فوتبال است.
وی همچنین در تیم ملی فوتبال زیر ۲۱ سال جمهوری آذربایجان بازی کرده‌است.